# Киевское военное училище
Киевское военное училище было открыто 1 октября 1865 года и располагалось в бывших казармах военных кантонистов, которые, в свою очередь, входили в состав оборонительных укреплений Новой Печерской крепости.
Военное учебное заведение было основано императором Александром II и вначале именовалось «Киевским пехотным юнкерским училищем», причём слыло на первых порах «второразрядным». Первые его выпускники получили боевое крещение в сражениях русско-турецкой войны 1877—1878 годов.

## Быт и нравы
Сын константиновца Сергей Вейгман рассказывал: С первого до последнего дня пребывания в училище юнкеров воспитывали в духе рыцарских традиций. Учёба начиналась с принятия военной присяги, которое, как правило, проходило в начале октября. После церковной службы на плацу выстраивались все юнкера: на правом фланге — старший курс, на левом — первокурсники. Перед строем — аналой с Евангелием и Крестом. Неподалёку располагался оркестр, исполнявший перед присягой традиционный марш «Под двуглавым орлом». Затем по команде юнкера снимали шапки и вслед за священником повторяли слова военной присяги, текст которой оставался в стране неизменным ещё с петровских времён: «Обязуюсь и клянусь Всемогущим Богом перед святым его Евангелием защищать Веру, Царя и Отечество до последней капли крови …» Далее следовал церемониальный марш, после которого молодых людей ждал праздничный обед, вечером — бал, а на следующий день — первый отпуск в город.
Первое увольнение было очень важным событием в жизни юнкеров, — ведь по тому, как они были одеты, судили обо всём училище. Поэтому к первому отпуску начальство относилось с огромным вниманием: сначала в том, что у отпускника всё в порядке, убеждался портупей-юнкер, затем фельдфебель, курсовой наставник и, наконец, офицер — дежурный по училищу. Более того, по свидетельству историка Воробьёвой, многие офицеры отправлялись вслед за «вольноотпущенниками» в экипажах, чтобы наблюдать за поведением своих питомцев.
«Училище наше помещалось на Печерске, в старинном крепостном здании со сводчатыми стенами, с окнами-нишами, обращёнными на улицу и с пушечными амбразурами, глядевшими в поле, к реке Днепр», — писал о своей альма-матери генерал-лейтенант Деникин Антон Иванович. Проходили солдатскую службу обстоятельно, первый год в качестве учеников, второй — в роли учителей молодых юнкеров. Строевыми успехами гордились, роты соревновались одна с другой, отмечал главнокомандующий Добровольческой армией.
Воинская дисциплина стояла в училище на большой высоте так же, как и строевое образование. Военная муштра скоро преобразовывала бывших гимназистов, студентов и семинаристов в заправских юнкеров, создавая ту особенную выправку, которая не оставляла многих до смерти и позволяла отличать военного человека под каким угодно платьем.
Из общих предметов проходили Закон Божий, два иностранных языка, химию, механику, аналитику и русскую литературу.
О юнкерах вспоминали не только мемуаристы, но и известные писатели. А. И. Куприн в повестях «Кадеты» и «Юнкера» подробно описал быт и нравы военной молодёжи конца XIX века. В целом в училищах юнкерские устои были общими. Но у столичных (в Санкт-Петербурге и Москве) выпускников чувствовался налёт аристократичности и придворного лоска. У провинциальных (Киевского, Одесского, Чугуевского, Виленского, Иркутского и др. училищ) было заметно влияние народных корней — значительная часть юнкеров происходила из мелкопоместных дворян, купцов, разночинцев, казаков, крестьян и даже простых солдат.
Киевские юнкера, так же как студенты и семинаристы, в рождественские праздники ходили колядовать по квартирам своего начальства и родителей, посещали городской парк, катались на лодках летом и на санках зимой, играли в снежки «стенка на стенку», как правило, со «шпацкими» — гимназистами Печерской гимназии.
Как и современные курсанты, воспитанники бегали в «самоволку» и предпочитали выбираться из училища с тыльной стороны — через окна, выходящие на обрыв. Причём делалось это в духе «Трёх мушкетёров» Александра Дюма — с помощью верёвки, всегда бережно хранимой в тумбочке у кого-либо из наиболее отчаянных юношей. Особо тяжёлых взысканий за такие поступки не налагали: «самоволка» считалась доброй традицией в училище.
Чтобы обеспечить воспитанников овощами по более дешёвой цене, начальник училища генерал Д. С. Шуваев (будущий главный интендант русской армии и военный министр России в период Первой мировой войны) приказал распахать территорию бывшего манежа, находившегося через дорогу от училища. И с тех пор юнкера получали на завтраки, обеды и ужины овощи, выращенные собственными руками.
При генерале Д. С. Шуваеве возведено довольно много построек, часть из которых сохранилась до наших дней. Открыли собственную электрическую станцию, большой крытый манеж, лазарет. В 20-е годы в манеже устроили стрельбище, а ныне на его месте — здание Центральной избирательной комиссии Украины (бывшего обкома партии) на площади им. Леси Украинки.
К 1913 году был закончен новый двухэтажный флигель, в котором разместили церковь и большой фехтовальный зал − для балов, концертов, спектаклей и уроков фехтования. Ди сих пор во флигеле ведутся занятия с курсантами военного института  Архивная копия от 4 февраля 2014 на Wayback Machine.

## История в событиях
В 1897 году училище переименовано из юнкерского в военное и стало называться: «Киевское военное училище».
С 1888 года оно в силу обстоятельств (страна много воевала) расширилось. При начальнике училища — полковнике генерального штаба Ф. А. Дюбюке, между 1888 и 1901 годами, батальон училища, состоявший из двух рот, стал четырёхротным и общее количество юнкеров насчитывало 400 человек. Оно предназначалось для войсковых юнкеров и вольноопределяющихся с недостаточным образованием.
В связи с началом Первой мировой войны училище перешло к практике четырёхмесячных ускоренных выпусков; 1 октября 1914 года состоялся последний выпуск юнкеров в чине подпоручика; штат был увеличен до 630 юнкеров; строевой командный состав, кроме своей непосредственной работы, привлекался к чтению лекций по тактике и топографии; 26 сентября 1914 года училищу было присвоено наименование «1-е Киевское военное училище», в связи с учреждением 2-го Киевского военного училища; 27 января 1915 года училище посетил император Николай II.
После смерти великого князя Константина Константиновича 1-му Киевскому военному училищу 24 июня 1915 года было присвоено наименование: «1-е Киевское Великого Князя Константина Константиновича военное училище»; на погонах появился алый вензель Константина Константиновича в виде буквы «К».

### Гражданская война в России
В конце октября 1917 года юнкера-константиновцы, вместе с учащимися Киевского Алексеевского инженерного военного училища, 1-й школы прапорщиков и студенческими дружинами в течение трёх дней сражались с революционными солдатами, рвавшимися к складам оружия завода «Арсенал», расположенным на Печерске; 30 октября расположенная в Дарнице артиллерия открыла ураганный огонь по зданию Константиновского училища и юнкера были вынуждены отойти.

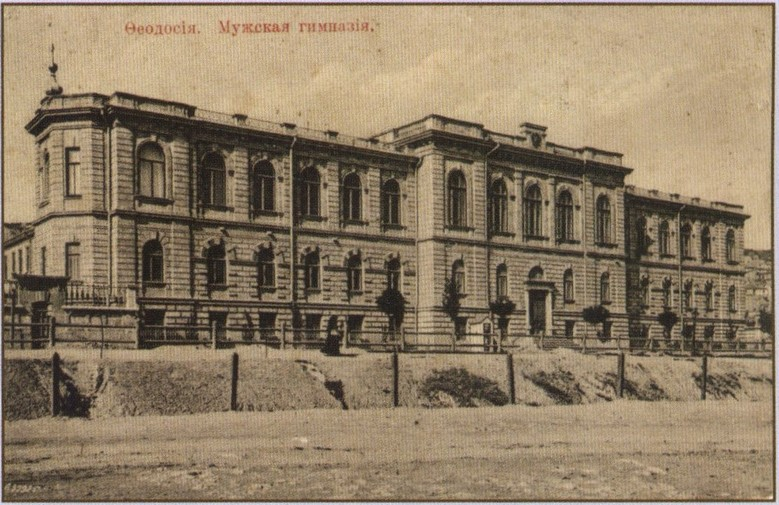
Здание Феодосийской гимназии, которое училище занимало в 1918—1920 годах.

После того как бои в Киеве закончились, власть в городе перешла к Центральной Раде. Часть константиновцев (25 офицеров, 131 юнкер во главе с начальником училища генералом Калачовым) выехало на Дон, в зарождающуюся Добровольческую армию. Здесь юнкера приняли участие в боях на подступах к Екатеринодару (январь-февраль 1918 года) и в Первом Кубанском Ледяном походе (февраль — август 1918), после чего возобновило военно-учебную работу в Екатеринодаре, а затем в Феодосии в здании Феодосийской мужской гимназии.
Затем училище принимало участие в боях у Перекопа, когда, отбив наступление красных, оно оставило на нём две офицерских и 36 юнкерских могил, а также в десанте на Кубань генерала С. Г. Улагая (август 1920 года). За участие в боях, училищу были пожалованы серебряные трубы с лентами ордена Св. Николая Чудотворца.
В ноябре 1920 года училище было эвакуировано из Крыма. В 1923 году, в Болгарии состоялся последний 69-й выпуск училища.
Осенью 1920 года жители Феодосии намеревались поставить на набережной памятник, представляющий собой занесённую снегом фигуру юнкера, защищающего Крым.
Значительная часть преподавателей и членов их семей после 1917 года осталась в Киеве. Почти все они пострадали от советской власти. Самым первым в январе 1918 года погиб главный врач училища Бочаров. Завхоз училища Семенович в 1931 году был расстрелян по делу контрреволюционной офицерской организации, преподаватель Луганин — повесился в тюрьме, строевые офицеры Минин и Карум получили различные сроки заключения. Бывший училищный священник отец Евгений Капралов был также репрессирован по делу церковников. И лишь престарелый генерал Старк, инспектор классов, умер в Киеве своей смертью в середине 30-х годов.

## Начальники училища
- на 1873 год — полковник Шталь, Станислав Карлович
- 18.09.1884 — 08.01.1892 — полковник Дюбюк, Фёдор Александрович
- 23.05.1899 — 10.01.1905 — генерал-майор Шуваев, Дмитрий Савельевич
- 19.02.1905 — 22.11.1906 — генерал-майор Коссович, Лев Игнатьевич
- 14.12.1906 — 22.10.1914 — генерал-майор Крылов, Константин Александрович
- 11.12.1914 — xx.xx.1917 — генерал-майор Калачёв, Николай Христофорович
- 1918 — 1919 — ???
- осень 1919 — лето 1922 — генерал-майор Присовский, Константин Адамович

## Выпускники
См. Выпускники Киевского военного училища